# Campeonato Mundial de Esqui Alpino de 1941
O Campeonato Mundial de Esqui Alpino de 1941 foi a décima edição do evento, foi realizado em Cortina d’Ampezzo na Itália, de 1 a 9 de fevereiro de 1941.

## Masculino

### Downhill
| Posição           | País | Nome              |
| ----------------- | ---- | ----------------- |
| Medalha de ouro   | GER  | Josef Jennewein   |
| Medalha de prata  | ITA  | Alberto Marcellin |
| Medalha de bronze | GER  | Rudolf Cranz      |

### Slalom
| Posição           | País | Nome               |
| ----------------- | ---- | ------------------ |
| Medalha de ouro   | GER  | Albert Pfeifer     |
| Medalha de ouro   | ITA  | Vittorio Chierroni |
| Medalha de bronze | ITA  | Alberto Marcellin  |

### Combinado
| Posição           | País | Nome               |
| ----------------- | ---- | ------------------ |
| Medalha de ouro   | GER  | Josef Jennewein    |
| Medalha de prata  | ITA  | Alberto Marcellin  |
| Medalha de bronze | ITA  | Vittorio Chierroni |

## Feminino

### Downhill
| Posição           | País | Nome              |
| ----------------- | ---- | ----------------- |
| Medalha de ouro   | GER  | Christl Cranz     |
| Medalha de prata  | GER  | Käthe Grasegger   |
| Medalha de bronze | GER  | Anneliese Proxauf |

- Many sources state that Proxauf (who in fact was Austrian) represented Switzerland, but this photo proves otherwise.[2]

### Slalom
| Posição           | País | Nome              |
| ----------------- | ---- | ----------------- |
| Medalha de ouro   | ITA  | Celina Seghi      |
| Medalha de prata  | GER  | Christl Cranz     |
| Medalha de bronze | GER  | Anneliese Proxauf |

### Combinado
| Posição           | País | Nome              |
| ----------------- | ---- | ----------------- |
| Medalha de ouro   | GER  | Christl Cranz     |
| Medalha de prata  | ITA  | Celina Seghi      |
| Medalha de bronze | GER  | Anneliese Proxauf |

## Quadro de medalhas
| Pos | País         | Ouro | Prata | Bronze | Total |
| --- | ------------ | ---- | ----- | ------ | ----- |
| 1   | Nazi Germany | 5    | 2     | 4      | 11    |
| 2   | Italy        | 2    | 3     | 2      | 7     |